# Port lotniczy Darwaz
Port lotniczy Darwaz (IATA: DAZ, ICAO: OADZ) – port lotniczy położony w miejscowości Darwaz, w Afganistanie.